# Rioni
Rioni este al treilea râu ca mărime din Georgia. El are lungime de 333 km, izvorăște de pe versanții de sud-vest din munții Caucazul Mare (Georgia). Traversează ca un torent Migrelia, își va încetini cursul în „Câmpia Kolhiș” și se varsă la Poti printr-o deltă cu smârcuri în Marea Neagră. Valea lui Rioni este caracterizată prin păduri cu o vegetație abundentă. Pe cursul superior al lui se găsesc hidrocentrale, care sunt pe locul trei ca mărime în Georgia. Cursul său inferior a fost canalizat pe timpul URSS-ului, apele lui fiind folosite pentru irigarea regiunii care are o climă subtropicală.
Rioni a jucat deja în secolul VII î.H. un rol important în navigația din regiune. El era denumit „Phasis” (Φάσις) și lega portul Phasis (azi Poti) situat la gura de vărsare a lui cu localitatea „Kutaia” (azi Kutaisi) situat pe cursul său superior. Pe râu se transportau pe atunci cereale, metale, vinuri, măsline și ceramică. 
Râul este amintit de Hesiod în „Teogonia”, de Apollonius din Rodos în „Argonautica”, Virgiliu în „Georgicele” și de Aelius Aristides în „Ad Romam”.